# Compus de douăsprezece retroprisme pentagramice cu libertate de rotație
În geometrie compusul de douăsprezece retroprisme pentagramice cu libertate de rotație este un compus poliedric uniform realizat dintr-un aranjament simetric de 12 retroprisme pentagramice.
Are indicele de compus uniform UC28.

## Construcție
Poate fi construit prin înscrierea unei perechi de retroprisme pentagramice într-un mare icosaedru în fiecare dintre cele șase moduri posibile și apoi rotind fiecare element dintr-o pereche cu un unghi θ egal și opus în jurul axei sale (care trece prin centrele a două fețe pentagramice opuse).
Când θ este de 36°, antiprismele coincid în perechi pentru a da (două copii suprapuse ale) compusului de șase retroprisme pentagramice (fără libertate de rotație).
Are în comun vârfurile cu compusul de douăsprezece antiprisme pentagonale cu libertate de rotație.

## Coordonate carteziene
Coordonatele carteziene ale vârfurilor acestui compus sunt toate permutările ciclice ale
{\displaystyle (\,\pm ((2\varphi -1-(2\varphi +4)\cos \theta ),}
{\displaystyle \pm 2{\sqrt {5\varphi +10}}\,\sin \theta ,}
{\displaystyle \pm (\varphi +2+(4\varphi -2)\cos \theta )\,)}
{\displaystyle (\,\pm (2\varphi -1-(2\varphi -1)\cos \theta -\varphi {\sqrt {5\varphi +10}}\,\sin \theta ),}
{\displaystyle \pm (-5\varphi \cos \theta +\varphi ^{-1}{\sqrt {5\varphi +10}}\,\sin \theta ),}
{\displaystyle \pm (\varphi +2+(3-\varphi )\cos \theta +{\sqrt {5\varphi +10}}\sin \theta )\,)}
{\displaystyle (\,\pm (2\varphi -1+(1+3\varphi )\cos \theta -{\sqrt {5\varphi +10}}\,\sin \theta ),}
{\displaystyle \pm (-5\cos \theta -\varphi {\sqrt {5\varphi +10}}\,\sin \theta ),}
{\displaystyle \pm (\varphi +2-(\varphi +2)\cos \theta +\varphi ^{-1}{\sqrt {5\varphi +10}}\sin \theta )\,)}
{\displaystyle (\,\pm (2\varphi -1+(1+3\varphi )\cos \theta +{\sqrt {5\varphi +10}}\,\sin \theta ),}
{\displaystyle \pm (5\cos \theta -\varphi {\sqrt {5\varphi +10}}\,\sin \theta ),}
{\displaystyle \pm (\varphi +2-(\varphi +2)\cos \theta -\varphi ^{-1}{\sqrt {5\varphi +10}}\sin \theta )\,)}
{\displaystyle (\,\pm (2\varphi -1-(2\varphi -1)\cos \theta +\varphi {\sqrt {5\varphi +10}}\,\sin \theta ),}
{\displaystyle \pm (5\varphi \cos \theta +\varphi ^{-1}{\sqrt {5\varphi +10}}\,\sin \theta ),}
{\displaystyle \pm (\varphi +2+(3-\varphi )\cos \theta -{\sqrt {5\varphi +10}}\sin \theta )\,)}
unde {\displaystyle \varphi ={\frac {1+{\sqrt {5}}}{2}}} este secțiunea de aur.

### Volum
Următoarea formulă pentru volum V este stabilită pentru lungimea laturilor tuturor poligoanelor (care sunt regulate) a:
{\displaystyle V=2(5-2{\sqrt {5}})\,a^{3}\approx 1,055728~a^{3}.}